# Calabacitas tiernas
Calabacitas tiernas (¡Ay qué bonitas piernas!) é um filme mexicano dirigido por Gilberto Martínez Solares.

## Comentários
Este filme ocupa a posição 33 na lista dos 100 melhores filmes do cinema mexicano, na opinião de 25 críticos de cinema e especialistas sobre o cinema do México, publicado pela revista em julho de 1994.Primeiro filme de Ramón Valdes o Seu Madruga.

## Ligações Externas
- «Na pagina do cinema mexicano  ITESM» (em espanhol)